# Jun Nishikawa
Jun Nishikawa (西川 潤?, Nishikawa Jun; Kawasaki, 21 febbraio 2002) è un calciatore giapponese, centrocampista dell'Iwaki in prestito dal Cerezo Osaka e della nazionale Under-23 giapponese.

## Carriera

### Club
Ha giocato nella prima divisione giapponese.

### Nazionale
Viene convocato per una sessione di partite amichevoli con la Nazionale Under-15, segnando una rete prima battendo per 4-3 la Norvegia, e poi un'altra sconfiggendo il Messico per 2-1.
Vince con la nazionale Under-16 la Coppa d'Asia giovanile nel 2018 segnando in finale contro il Tajikistan la rete della vittoria battendo per 1-0 la squadra avversaria. Con la nazionale Under-20 giapponese ha preso parte al Campionato mondiale di calcio Under-20 2019.
Con la nazionale Under-17 giapponese ha preso parte al Campionato mondiale di calcio Under-17 2019, realizzando 2 gol e 2 assist nelle 4 gare disputate (uscito agli ottavi contro il Messico 0-2).

## Statistiche

### Cronologia presenze e reti in nazionale
| Cronologia completa delle presenze e delle reti in nazionale ― Giappone under 23 | Cronologia completa delle presenze e delle reti in nazionale ― Giappone under 23 | Cronologia completa delle presenze e delle reti in nazionale ― Giappone under 23 | Cronologia completa delle presenze e delle reti in nazionale ― Giappone under 23 | Cronologia completa delle presenze e delle reti in nazionale ― Giappone under 23 | Cronologia completa delle presenze e delle reti in nazionale ― Giappone under 23 | Cronologia completa delle presenze e delle reti in nazionale ― Giappone under 23 | Cronologia completa delle presenze e delle reti in nazionale ― Giappone under 23 |
| Data                                                                             | Città                                                                            | In casa                                                                          | Risultato                                                                        | Ospiti                                                                           | Competizione                                                                     | Reti                                                                             | Note                                                                             |
| -------------------------------------------------------------------------------- | -------------------------------------------------------------------------------- | -------------------------------------------------------------------------------- | -------------------------------------------------------------------------------- | -------------------------------------------------------------------------------- | -------------------------------------------------------------------------------- | -------------------------------------------------------------------------------- | -------------------------------------------------------------------------------- |
| 18-11-2022                                                                       | Siviglia                                                                         | Spagna under 23                                                                  | 2 – 0                                                                            | Giappone under 23                                                                | Amichevole                                                                       | -                                                                                | 80’                                                                              |
| 22-11-2022                                                                       | Portimão                                                                         | Portogallo under 23                                                              | 1 – 2                                                                            | Giappone under 23                                                                | Amichevole                                                                       | -                                                                                | 59’                                                                              |
| 24-3-2023                                                                        | Francoforte sul Meno                                                             | Germania under 23                                                                | 2 – 2                                                                            | Giappone under 23                                                                | Amichevole                                                                       | -                                                                                | 77’                                                                              |
| 27-3-2023                                                                        | Murcia                                                                           | Belgio under 23                                                                  | 3 – 2                                                                            | Giappone under 23                                                                | Amichevole                                                                       | -                                                                                | 80’ 89’                                                                          |
| 10-6-2023                                                                        | Newport                                                                          | Inghilterra under 23                                                             | 0 – 2                                                                            | Giappone under 23                                                                | Amichevole                                                                       | -                                                                                | 82’                                                                              |
| 14-6-2023                                                                        | Wiener Neustadt                                                                  | Paesi Bassi under 23                                                             | 0 – 0                                                                            | Giappone under 23                                                                | Amichevole                                                                       | -                                                                                | 82’ 88’                                                                          |
| 20-9-2023                                                                        | Hangzhou                                                                         | Giappone under 23                                                                | 3 – 1                                                                            | Qatar under 23                                                                   | XVIII Giochi asiatici                                                            | -                                                                                | 59’                                                                              |
| 25-9-2023                                                                        | Hangzhou                                                                         | Palestina under 23                                                               | 0 – 1                                                                            | Giappone under 23                                                                | XVIII Giochi asiatici                                                            | -                                                                                | 66’                                                                              |
| 1-10-2023                                                                        | Hangzhou                                                                         | Giappone under 23                                                                | 2 – 1                                                                            | Corea del Nord under 23                                                          | XVIII Giochi asiatici                                                            | -                                                                                | 90+1’                                                                            |
| 7-10-2023                                                                        | Hangzhou                                                                         | Corea del Sud under 23                                                           | 2 – 1                                                                            | Giappone under 23                                                                | XVIII Giochi asiatici                                                            | -                                                                                | 78’                                                                              |
| Totale                                                                           |                                                                                  | Presenze                                                                         | 10                                                                               |                                                                                  | Reti                                                                             | 0                                                                                |                                                                                  |

| Cronologia completa delle presenze e delle reti in nazionale ― Giappone under 20 | Cronologia completa delle presenze e delle reti in nazionale ― Giappone under 20 | Cronologia completa delle presenze e delle reti in nazionale ― Giappone under 20 | Cronologia completa delle presenze e delle reti in nazionale ― Giappone under 20 | Cronologia completa delle presenze e delle reti in nazionale ― Giappone under 20 | Cronologia completa delle presenze e delle reti in nazionale ― Giappone under 20 | Cronologia completa delle presenze e delle reti in nazionale ― Giappone under 20 | Cronologia completa delle presenze e delle reti in nazionale ― Giappone under 20 |
| Data                                                                             | Città                                                                            | In casa                                                                          | Risultato                                                                        | Ospiti                                                                           | Competizione                                                                     | Reti                                                                             | Note                                                                             |
| -------------------------------------------------------------------------------- | -------------------------------------------------------------------------------- | -------------------------------------------------------------------------------- | -------------------------------------------------------------------------------- | -------------------------------------------------------------------------------- | -------------------------------------------------------------------------------- | -------------------------------------------------------------------------------- | -------------------------------------------------------------------------------- |
| 21-3-2019                                                                        | Łódź                                                                             | Polonia under 20                                                                 | 4 – 1                                                                            | Giappone under 20                                                                | Amichevole                                                                       | -                                                                                | 46’                                                                              |
| 23-3-2019                                                                        | San Pedro del Pinatar                                                            | Argentina under 20                                                               | 1 – 0                                                                            | Giappone under 20                                                                | Amichevole                                                                       | -                                                                                |                                                                                  |
| 25-3-2019                                                                        | San Pedro del Pinatar                                                            | Stati Uniti under 20                                                             | 2 – 1                                                                            | Giappone under 20                                                                | Amichevole                                                                       | -                                                                                | 53’                                                                              |
| 23-5-2019                                                                        | Bydgoszcz                                                                        | Giappone under 20                                                                | 1 – 1                                                                            | Ecuador under 20                                                                 | Mondiali Under-20 2019 - 1º turno                                                | -                                                                                | 66’                                                                              |
| 29-5-2019                                                                        | Bydgoszcz                                                                        | Italia under 20                                                                  | 0 – 0                                                                            | Giappone under 20                                                                | Mondiali Under-20 2019 - 1º turno                                                | -                                                                                | 86’                                                                              |
| 4-6-2019                                                                         | Lublino                                                                          | Giappone under 20                                                                | 0 – 1                                                                            | Corea del Sud under 20                                                           | Mondiali Under-20 2019 - Ottavi di finale                                        | -                                                                                |                                                                                  |
| Totale                                                                           |                                                                                  | Presenze                                                                         | 6                                                                                |                                                                                  | Reti                                                                             | 0                                                                                |                                                                                  |

## Palmarès

### Nazionale
- Coppa d'Asia Under-16: 1

2018
- Giochi asiatici: 1

2022